# Anne Parillaud
Pour les articles homonymes, voir Parillaud.
Anne Parillaud est une actrice française née le 6 mai 1960 à Paris 12e.
En 1991, elle remporte le César de la meilleure actrice pour son rôle dans le film Nikita de Luc Besson (1990).

## Biographie

### Enfance et formation
Anne Parillaud est la fille cadette d'un conférencier et astrologue, Michel Parillaud, châtelain de Campagnac, à Saint-Pardoux-et-Vielvic, et d'une diététicienne. Enfant élevée dans un esprit relativement anarchiste, elle veut être avocate mais sa mère préfère l’inscrire à des cours de théâtre et de danse pour améliorer sa diction et son allure. Comme ses sœurs, elle est durant son enfance victime d'inceste de la part de son père. Elle s'inspire de ces faits pour écrire son roman Les Abusés, publié en 2021.

### Carrière
Repérée par Jacques Weber en 1977 pour jouer un petit rôle dans le film Un amour de sable de Christian Lara, elle enchaîne sur un autre petit rôle dans L'Hôtel de la plage de Michel Lang, qui remporte un grand succès. En 1980, elle joue dans Patricia, un voyage pour l'amour, un film érotique austro-espagnol sorti en salle en France trois ans plus tard. À la même époque, Just Jaeckin la dirige dans Girls. La débutante figure également à l'ombre de Catherine Deneuve dans Écoute voir de l'Argentin Hugo Santiago.
Alain Delon lui propose ensuite de jouer le principal rôle féminin dans deux films qu’il a co-écrits et réalisés : Pour la peau d'un flic (1981) et Le Battant (1983).
En 1983 elle fait la couverture du no 237 du magazine Lui.
Les années suivantes, elle se tourne vers la télévision, travaillant avec les réalisateurs Jean-Daniel Simon et Robert Mazoyer, les acteurs Jean-François Garreaud, Claude Giraud et Jacques Perrin, croisant pour la première fois Jeanne Moreau dans une adaptation de Françoise Dorin. Elle participe au film de l'Italien Ettore Scola Quelle heure est-il ?.
En 1990, elle joue le personnage éponyme de Nikita, rôle spécialement écrit pour elle par son conjoint de l'époque, Luc Besson. Sa prestation lui vaut le César de la meilleure actrice et un triomphe international.

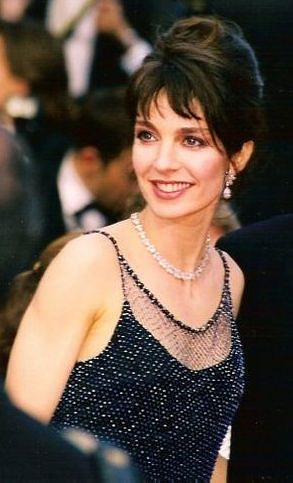
Anne Parillaud au Festival de Cannes 1998.

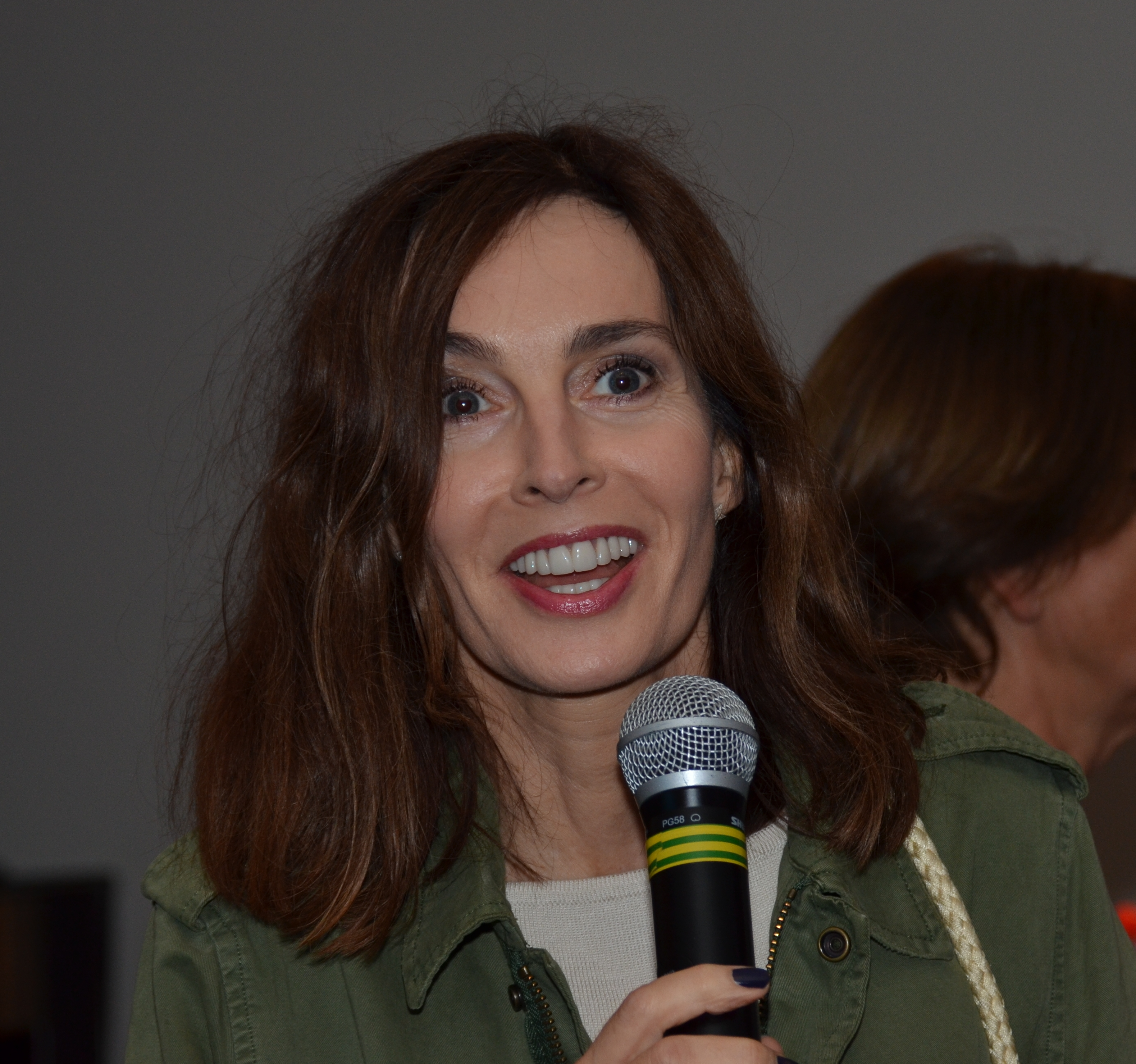
Anne Parillaud au Festival du film britannique de Dinard 2016.

En 1992, elle part aux États-Unis pour interpréter un vampire dans Innocent Blood de John Landis. Elle travaille par la suite régulièrement pour les Américains, incarnant notamment la reine Anne d'Autriche, mère de Louis XIV, interprété par Leonardo DiCaprio, dans L'Homme au masque de fer, en 1998, ou donnant la réplique à Matt Dillon et William Baldwin.
En France, elle joue dans les drames À la folie de Diane Kurys, face à Béatrice Dalle, et Passage à l'acte de Francis Girod, avec Daniel Auteuil et Patrick Timsit. Plus tard, Claude Lelouch lui propose un des rôles principaux de Une pour toutes. Mais le succès n'est pas au rendez-vous. Elle poursuit une carrière internationale, travaillant avec Raoul Ruiz, Amos Gitaï et Alfonso Arau et au début des années 2000, elle partage l’affiche avec Grégoire Colin de Sex is comedy, et vit une rencontre marquante avec Catherine Breillat, et avec Richard Anconina dans Gangsters, écrit et réalisé par Olivier Marchal.
Dans un registre plus léger, en 2004 elle forme un trio d'amies avec Mathilde Seigner et Judith Godrèche dans la comédie Tout pour plaire et, en 2007, elle est la compagne de Pierre Cassignard, en compagnie de Sandrine Bonnaire et Pascal Légitimus, dans Demandez la permission aux enfants !. En 2007 également, elle joue le personnage de Madame de Solcy dans Une vieille maîtresse de Catherine Breillat, d'après le roman de Barbey d'Aurevilly ; Asia Argento y tient le rôle-titre. Deux ans plus tard, elle interprète pour la télévision Marie-Madeleine de Brinvilliers, mise en scène par Édouard Niermans, sur un scénario de Catherine Hermary-Vieille.
En 2016, elle est membre du jury du Festival du film britannique de Dinard.
En 2018, elle joue le rôle de Mrs Robinson dans la pièce de théâtre Le Lauréat, adaptation du film homonyme de 1967 interprété alors par Anne Bancroft.
En 2021, Anne Parillaud préside le jury étudiant du Festival du film francophone d'Angoulême.

### Musique
En 1985, Anne Parillaud enregistre un 45 tours avec deux titres, L'Homme et Qui ?, signés Marc Strawzynski et Jean Falissard.
Elle collabore avec Jean-Michel Jarre, d'abord pour le DVD AERO, puis, en 2007, sa voix est utilisée dans le titre Beautiful Agony de l'album Téo et Téa.

### Vie privée
Anne Parillaud a eu une  liaison amoureuse avec l'homme politique Olivier Dassault. De 1981 à 1986, elle a eu une idylle avec l'acteur Alain Delon. Elle a été mariée au réalisateur Luc Besson, de 1986 à 1991. Le 11 mai 2005, elle épouse le compositeur Jean-Michel Jarre. Le couple divorce en novembre 2010 .
Anne Parillaud a trois enfants : Juliette, née en 1987, avec Luc Besson  ; Lou, né en 2001, et Théo, né en 2003,  avec le producteur américain Mark Allan.

## Filmographie

### Cinéma
- 1977 : Un amour de sable de Christian Lara : la jeune fille au petit chat
- 1977 : L'Hôtel de la plage de Michel Lang : Estelle
- 1979 : Écoute voir de Hugo Santiago : Chloé, Moune
- 1980 : Girls de Just Jaeckin : Catherine Flavin
- 1980 : Patricia, un voyage pour l'amour de Hubert Frank : Patricia Cook
- 1981 : Pour la peau d'un flic d'Alain Delon : Charlotte
- 1983 : Le Battant d'Alain Delon : Nathalie
- 1988 : Juillet en septembre de Sébastien Japrisot : Marie
- 1989 : Quelle heure est-il (Che ora è) d'Ettore Scola : Loredana
- 1990 : Nikita de Luc Besson : Nikita
- 1992 : Innocent Blood de John Landis : Marie
- 1993 : Cœur de métisse (Map of the Human Heart) de Vincent Ward : Albertine
- 1994 : À la folie de Diane Kurys : Alice
- 1995 : Frankie Starlight de Michael Lindsay-Hogg : Bernadette
- 1996 : Dead Girl (en) d'Adam Coleman Howard (en) : Helen Catherine Howe
- 1996 : Passage à l'acte de Francis Girod : Isabelle
- 1998 : Jessie (Shattered Image) de Raoul Ruiz : Jessie Markham
- 1998 : L'Homme au masque de fer (The Man in the Iron Mask) de Randall Wallace : Anne d'Autriche
- 1999 : Une pour toutes de Claude Lelouch : Olga Duclos
- 2001 : Gangsters d'Olivier Marchal : Nina Delgado
- 2001 : Sex Is Comedy de Catherine Breillat : Jeanne
- 2003 : Deadlines de Ludi Boeken et Michael Alan Lerner (en) : Julia Muller
- 2004 : Tout pour plaire de Cécile Telerman : Florence
- 2004 : Terre promise (Promised Land) d'Amos Gitaï : Anne
- 2007 : Une vieille maîtresse de Catherine Breillat : Madame de Solcy
- 2007 : Demandez la permission aux enfants ! d'Éric Civanyan : Anna
- 2010 : Dans ton sommeil de Caroline du Potet et Eric du Potet : Sarah
- 2010 : L'imbroglio nel lenzuolo d'Alfonso Arau : Béatrice
- 2012 : Ce que le jour doit à la nuit d'Alexandre Arcady : Madame Cazenave
- 2012 : Désolée pour hier soir d'Hortense Gélinet, court-métrage : Fanny
- 2013 : Délicate Gravité de Philippe André, court-métrage : Claire
- 2015 : Confession de Julien Colonna, court-métrage : la femme
- 2016 : Millefeuille d'Alastair Clayton, court-métrage : Élodie
- 2025 : Ballerina de Len Wiseman : la concierge à Prague (créditée au générique, présente dans la version longue)

### Télévision
- 1980 : Cinéma 16 : Le Temps d'une Miss de Jean-Daniel Simon : Véronique Sandrin
- 1983 : L'Intoxe de Guy Séligmann d'après Françoise Dorin : Sophie
- 1985 : Vincente de Bernard Toublanc-Michel : Vincente
- 1986 : À nous les beaux dimanches de Robert Mazoyer : Odette Moreau
- 1987 : Nul ne revient sur ses pas de Franco Giraldi : Isabelle
- 2009 : La Marquise des ombres d'Édouard Niermans : Marie-Madeleine Dreux d'Aubray
- 2011 : Chez Maupassant (épisode Yvette) de Gérard Jourd'hui et Olivier Schatzky : Marquise Obardi
- 2011 : La Fille de l'autre de Harry Cleven : Judith
- 2020 : H24, série télévisée d'Octave Raspail et Nicolas Herdt : Gabrielle

## Théâtre
- 1980 : L'Intoxe de Françoise Dorin, mise en scène Jean-Laurent Cochet, théâtre des Variétés : Sophie[13]
- 2018 : Le Lauréat de Terry Johnson, mise en scène Stéphane Cottin, théâtre Montparnasse
- 2024 : Je ne serais pas arrivée là, si… d'Annick Cojean, mise en scène Anne Bouvier, Théâtre Antoine
- 2025 : Le Bémol de Cyril Massarotto, mise en scène Anne Bouvier, théâtre des Variétés

## Publication
- Les Abusés, Paris, Éditions Robert Laffont, 2021[14], 374 p.  (ISBN 978-2-221-25303-8)

## Distinctions

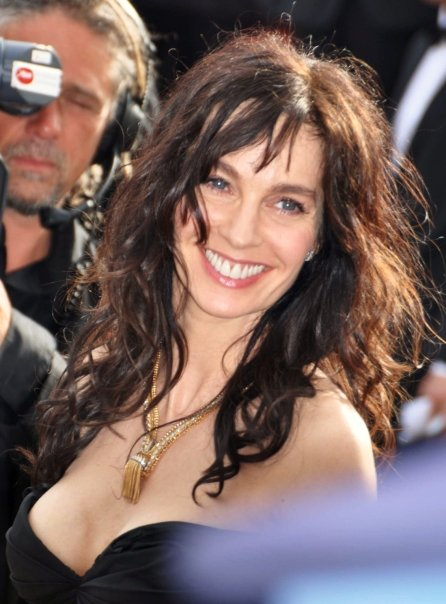
Anne Parillaud au Festival de Cannes 2009.

### Récompenses
- César 1991 : meilleure actrice pour Nikita
- David di Donatello 1991 : meilleure actrice étrangère pour Nikita
- Festival international du film de Tokyo 1993 : prix spécial du jury (partagé avec Robert Joamie)
- Festival international du film de Paris 2004[15] : meilleure actrice pour Deadlines

### Nominations
- Chicago Film Critics Association Awards 1992 : meilleure actrice pour Cœur de métisse

### Décorations
- Officière de l'ordre national du Mérite Elle est promue officière par décret du 15 mai 2015[16]. Elle était chevalière de l'ordre depuis le 19 mars 2007.